# Kanton Toulouse-7
Der Kanton Toulouse-7 ist seit 1973 ein französischer Wahlkreis im Arrondissement Toulouse im Département Haute-Garonne in der Region Okzitanien; sein Hauptort ist Toulouse. 

## Gemeinden
Der Kanton besteht aus drei Gemeinden und einem Teil der Stadt Toulouse mit insgesamt 63.493 Einwohnern (Stand: 1. Januar 2022) auf einer Gesamtfläche von 60,88 km²:
| Gemeinde          | Einwohner 1. Januar 2022 | Fläche km² | Dichte Einw./km² | Code INSEE | Postleitzahl                             |
| ----------------- | ------------------------ | ---------- | ---------------- | ---------- | ---------------------------------------- |
| Brax              | 2.938                    | 4,42       | 665              | 31088      | 31490                                    |
| Colomiers         | 40.916                   | 20,83      | 1.964            | 31149      | 31770                                    |
| Pibrac            | 8.828                    | 25,86      | 341              | 31417      | 31820                                    |
| Toulouse          | 10.811                   | 9,77       | 1.107            | 31555      | 31000, 31100, 31200, 31300, 31400, 31500 |
| Kanton Toulouse-7 | 63.493                   | 60,88      | 1.043            | 3121       | –                                        |

1. ↑   Nur der westliche Teil der Gemeinde, der Rest verteilt sich auf die Kantone Toulouse-1, Toulouse-2, Toulouse-3, Toulouse-4, Toulouse-5, Toulouse-6, Toulouse-8, Toulouse-9, Toulouse-10 und Toulouse-11.

Bis zur landesweiten Neuordnung der französischen Kantone im März 2015 bestand der Kanton nur aus einem Teil der Gemeinde Toulouse. Er besaß einen anderen INSEE-Code als heute, nämlich 3142.